# Corentin
Corentin  è un nome proprio di persona francese e bretone maschile.

## Varianti
- Bretone: Kaourintin[2]
- Francese
  - Femminili: Corentine[2]

### Varianti in altre lingue
- Italiano: Corentino[3]
- Latino: Corentinus[2]

## Origine e diffusione
Nome di origine bretone, ma dal significato è incerto. Alcune fonti lo ricollegano al termine kawaro, "eroe", "campione", da cui deriva anche un ben documentato nome gallico, Kauaros. Secondo altre significa invece "uragano" (nel qual caso avrebbe lo stesso significato del nome turco Bora).
È attestata una forma italiana, Corentino, di diffusione però scarsissima.

## Onomastico
L'onomastico ricorre il 12 dicembre in ricordo di san Corentino, vescovo di Quimper.

## Persone

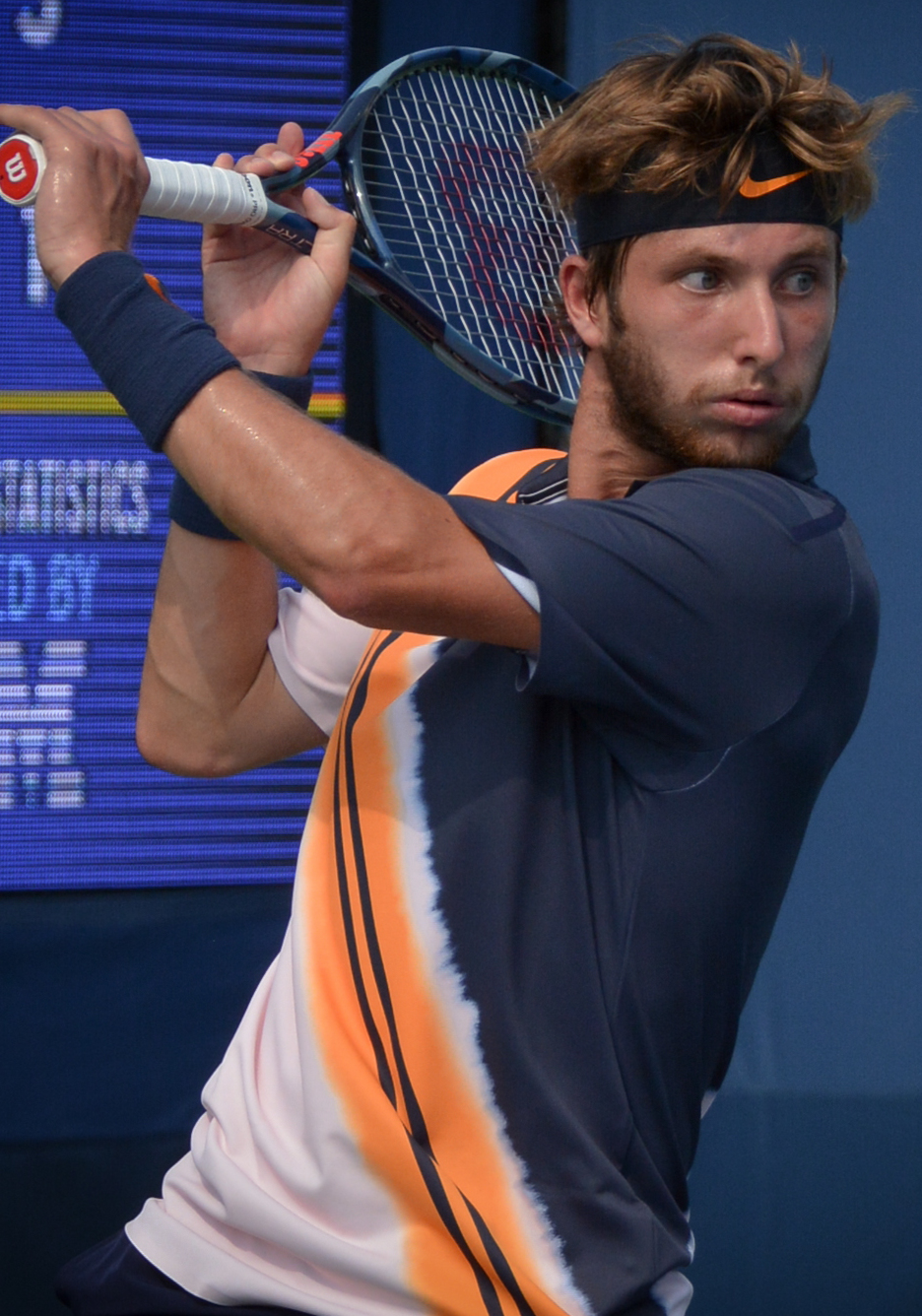
Corentin Moutet

- Corentin Ermenault, pistard e ciclista su strada francese
- Corentin Fila, attore francese
- Corentin Jean, calciatore francese
- Corentin Louis Kervran, pseudoscienziato francese
- Corentin Martins, calciatore e allenatore di calcio francese
- Corentin Moutet, tennista francese
- Corentin Tolisso, calciatore francese